# Arsenal Football Club 2019-2020
Questa voce raccoglie le informazioni riguardanti l'Arsenal Football Club nelle competizioni ufficiali della stagione 2019-2020.

## Maglie e sponsor
| Casa | Casa (Luglio-Agosto 2020) | Trasferta | Terza divisa |

## Rosa
Rosa, numerazione e ruoli, tratti dal sito ufficiale, sono aggiornati al 27 luglio 2020.
| N. |                           | Ruolo | Calciatore                           |
| -- | ------------------------- | ----- | ------------------------------------ |
| 1  | Germania (bandiera)       | P     | Bernd Leno                           |
| 2  | Spagna (bandiera)         | D     | Héctor Bellerín (vice capitano)      |
| 3  | Scozia (bandiera)         | D     | Kieran Tierney                       |
| 5  | Grecia (bandiera)         | D     | Sōkratīs Papastathopoulos            |
| 7  | Armenia (bandiera)        | C     | Henrix Mxit'aryan                    |
| 8  | Spagna (bandiera)         | C     | Dani Ceballos                        |
| 9  | Francia (bandiera)        | A     | Alexandre Lacazette                  |
| 10 | Germania (bandiera)       | C     | Mesut Özil                           |
| 11 | Uruguay (bandiera)        | C     | Lucas Torreira                       |
| 14 | Gabon (bandiera)          | A     | Pierre-Emerick Aubameyang (capitano) |
| 15 | Inghilterra (bandiera)    | C     | Ainsley Maitland-Niles               |
| 16 | Inghilterra (bandiera)    | D     | Rob Holding                          |
| 17 | Portogallo (bandiera)     | D     | Cédric Soares                        |
| 18 | Spagna (bandiera)         | D     | Nacho Monreal                        |
| 19 | Costa d'Avorio (bandiera) | A     | Nicolas Pépé                         |
| 20 | Germania (bandiera)       | D     | Shkodran Mustafi                     |

| N. |                                 | Ruolo | Calciatore              |
| -- | ------------------------------- | ----- | ----------------------- |
| 21 | Inghilterra (bandiera)          | D     | Calum Chambers          |
| 22 | Spagna (bandiera)               | D     | Pablo Marí              |
| 23 | Brasile (bandiera)              | D     | David Luiz              |
| 24 | Inghilterra (bandiera)          | A     | Reiss Nelson            |
| 26 | Argentina (bandiera)            | P     | Emiliano Martínez       |
| 27 | Grecia (bandiera)               | D     | Kōnstantinos Mavropanos |
| 28 | Inghilterra (bandiera)          | C     | Joe Willock             |
| 29 | Francia (bandiera)              | C     | Mattéo Guendouzi        |
| 30 | Inghilterra (bandiera)          | A     | Eddie Nketiah           |
| 31 | Bosnia ed Erzegovina (bandiera) | D     | Sead Kolašinac          |
| 32 | Inghilterra (bandiera)          | C     | Emile Smith Rowe        |
| 33 | Inghilterra (bandiera)          | P     | Matt Macey              |
| 34 | Svizzera (bandiera)             | C     | Granit Xhaka            |
| 35 | Brasile (bandiera)              | A     | Gabriel Martinelli      |
| 77 | Inghilterra (bandiera)          | A     | Bukayo Saka             |

## Calciomercato

### Sessione estiva(dal 1/7 al 31/8)
| Acquisti | Acquisti           | Acquisti      | Acquisti                  |
| R.       | Nome               | da            | Modalità                  |
| -------- | ------------------ | ------------- | ------------------------- |
| A        | Nicolas Pépé       | Lilla         | definitivo (72 milioni £) |
| D        | William Saliba     | Saint-Étienne | definitivo (27 milioni £) |
| D        | Kieran Tierney     | Celtic        | definitivo (25 milioni £) |
| D        | David Luiz         | Chelsea       | definitivo (7 milioni £)  |
| A        | Gabriel Martinelli | Ituano        | definitivo (6 milioni £)  |
| C        | Dani Ceballos      | Real Madrid   | prestito                  |
| A        | Takuma Asano       | Hannover 96   | fine prestito             |
| P        | David Ospina       | Napoli        | fine prestito             |

| Cessioni | Cessioni             | Cessioni          | Cessioni                         |
| R.       | Nome                 | a                 | Modalità                         |
| -------- | -------------------- | ----------------- | -------------------------------- |
| A        | Alex Iwobi           | Everton           | definitivo (28 milioni £)        |
| C        | Krystian Bielik      | Derby County      | definitivo (10 milioni £)        |
| D        | Laurent Koscielny    | Bordeaux          | definitivo (4,6 milioni £)       |
| P        | David Ospina         | Napoli            | definitivo (3 milioni £)         |
| C        | Henrikh Mkhitaryan   | Roma              | prestito oneroso (2,5 milioni £) |
| D        | Carl Jenkinson       | Nottingham Forest | definitivo (2 milioni £)         |
| A        | Takuma Asano         | Partizan          | definitivo (0,9 milioni £)       |
| D        | Nacho Monreal        | Real Sociedad     | definitivo (0,2 milioni £)       |
| D        | William Saliba       | Saint-Étienne     | prestito                         |
| P        | Dejan Iliev          | Sereď             | prestito                         |
| D        | Daniel Ballard       | Swindon Town      | prestito                         |
| A        | Eddie Nketiah        | Leeds Utd         | prestito                         |
| C        | Mohamed Elneny       | Beşiktaş          | prestito                         |
| A        | Denis Suárez         | Barcellona        | fine prestito                    |
| C        | Aaron Ramsey         | Juventus          | gratuito                         |
| D        | Cohen Bramall        | Colchester Utd    | gratuito                         |
| D        | Stephan Lichtsteiner | Augusta           | gratuito                         |
| A        | Danny Welbeck        | Watford           | gratuito                         |
| P        | Petr Čech            | -                 | ritiro                           |

### Sessione invernale(dal 1/1 al 31/1)
| Acquisti | Acquisti      | Acquisti    | Acquisti      |
| R.       | Nome          | da          | Modalità      |
| -------- | ------------- | ----------- | ------------- |
| A        | Eddie Nketiah | Leeds Utd   | fine prestito |
| P        | Dejan Iliev   | Sereď       | fine prestito |
| D        | Pablo Marí    | Flamengo    | prestito      |
| D        | Cédric Soares | Southampton | prestito      |

| Cessioni | Cessioni                | Cessioni          | Cessioni      |
| R.       | Nome                    | a                 | Modalità      |
| -------- | ----------------------- | ----------------- | ------------- |
| D        | Kōnstantinos Mavropanos | Norimberga        | fine prestito |
| C        | Emile Smith Rowe        | Huddersfield Town | prestito      |

## Risultati

### Premier League

#### Girone di andata
| Arbitro: | Martin Atkinson |

|  |           |                |
|  | Marcatori | 58’ Aubameyang |

| Arbitro: | Mike Dean |

|                              |           |            |
| Lacazette 13’ Aubameyang 64’ | Marcatori | 43’ Barnes |

| Arbitro: | Anthony Taylor |

|                                |           |                 |
| Matip 41’ Salah 49’ (rig.) 59’ | Marcatori | 85’ L. Torreira |

| Arbitro: | Martin Atkinson |

|                                |           |                             |
| Lacazette 45+1’ Aubameyang 71’ | Marcatori | 10’ Eriksen 40’ (rig.) Kane |

| Arbitro: | Anthony Taylor |

|                                  |           |                     |
| Cleverley 54’ Pereyra 81’ (rig.) | Marcatori | 21’, 32’ Aubameyang |

| Arbitro: | Jonathan Moss |

|                                             |           |                       |
| Pépé 59’ (rig.) Chambers 81’ Aubameyang 84’ | Marcatori | 20’ McGinn 60’ Wesley |

| Arbitro: | Kevin Friend |

|               |           |                |
| McTominay 45’ | Marcatori | 58’ Aubameyang |

| Arbitro: | Martin Atkinson |

|               |           |  |
| David Luiz 9’ | Marcatori |  |

| Arbitro: | Mike Dean |

|             |           |  |
| Mousset 30’ | Marcatori |  |

| Arbitro: | Martin Atkinson |

|                                   |           |                                 |
| Papastathopoulos 7’ David Luiz 9’ | Marcatori | 32’ (rig.) Milivojević 52’ Ayew |

| Arbitro: | Michael Oliver |

|                |           |             |
| Aubameyang 21’ | Marcatori | 76’ Jiménez |

| Arbitro: | Chris Kavanagh |

|                        |           |  |
| Vardy 68’ Maddison 75’ | Marcatori |  |

| Arbitro: | Stuart Attwell |

|                      |           |                         |
| Lacazette 18’, 90+6’ | Marcatori | 8’ Ings 71’ Ward-Prowse |

| Arbitro: | Paul Tierney |

|                          |           |                            |
| Pukki 21’ Cantwell 45+2’ | Marcatori | 29’ (rig.), 57’ Aubameyang |

| Arbitro: | Graham Scott |

|               |           |                        |
| Lacazette 50’ | Marcatori | 36’ Webster 80’ Maupay |

| Arbitro: | Mike Dean |

|             |           |                                        |
| Ogbonna 38’ | Marcatori | 60’ Martinelli 66’ Pépé 69’ Aubameyang |

| Arbitro: | Paul Tierney |

|  |           |                                |
|  | Marcatori | 2’, 40’ De Bruyne 15’ Sterling |

| Liverpool 21 dicembre 2019, ore 12:30 GMT 18ª giornata | Everton      | 0 – 0 | Arsenal | Goodison Park (39.336 spett.)\| Arbitro: \| Kevin Friend \| |
| Arbitro:                                               | Kevin Friend |       |         |                                                             |

| Arbitro: | Stuart Attwell |

|             |           |                |
| Gosling 35’ | Marcatori | 63’ Aubameyang |

#### Girone di ritorno
| Arbitro: | Craig Pawson |

|                |           |                          |
| Aubameyang 13’ | Marcatori | 83’ Jorginho 87’ Abraham |

| Arbitro: | Chris Kavanagh |

|                              |           |  |
| Pépé 8’ Papastathopoulos 42’ | Marcatori |  |

| Arbitro: | Paul Tierney |

|          |           |                |
| Ayew 54’ | Marcatori | 12’ Aubameyang |

| Arbitro: | Mike Dean |

|                  |           |                |
| Martinelli 45+1’ | Marcatori | 83’ John Fleck |

| Arbitro: | Stuart Atwell |

|                                     |           |                             |
| Jorginho 28’ (rig.) Azpilicueta 84’ | Marcatori | 63’ Martinelli 87’ Bellerín |

| Burnley 2 febbraio 2020, ore 14:00 GMT 25ª giornata | Burnley        | 0 – 0 | Arsenal | Turf Moor (21.048 spett.)\| Arbitro: \| Chris Kavanagh \| |
| Arbitro:                                            | Chris Kavanagh |       |         |                                                           |

| Arbitro: | Lee Mason |

|                                                  |           |  |
| Aubameyang 54’ Pépé 57’ Ozil 90’ Lacazette 90+5’ | Marcatori |  |

| Arbitro: | Stuart Atwell |

|                                 |           |                        |
| Nketiah 27’ Aubameyang 33’, 46’ | Marcatori | 1’ Lewin 45+4’ Andrade |

| Arbitro: | Anthony Taylor |

|                                                 |           |  |
| Sterling 45+2’ De Bruyne 51’ (rig.) Foden 90+2’ | Marcatori |  |

| Arbitro: | Martin Atkinson |

|               |           |  |
| Lacazette 78’ | Marcatori |  |

| Arbitro: | Martin Atkinson |

|                       |           |          |
| Dunk 75’ Maupay 90+5’ | Marcatori | 68’ Pépé |

| Arbitro: | Graham Scott |

|  |           |                         |
|  | Marcatori | 20’ Nketiah 86’ Willock |

| Arbitro: | Peter Bankes |

|                                          |           |  |
| Aubameyang 33’, 67’ Xhaka 37’ Soares 81’ | Marcatori |  |

| Arbitro: | Michael Oliver |

|  |           |                        |
|  | Marcatori | 43’ Saka 86’ Lacazette |

| Arbitro: | Chris Kavanagh |

|                |           |           |
| Aubameyang 21’ | Marcatori | 84’ Vardy |

| Arbitro: | Michael Oliver |

|                          |           |               |
| Son 19’ Alderweireld 81’ | Marcatori | 16’ Lacazette |

| Arbitro: | Paul Tierney |

|                          |           |          |
| Lacazette 32’ Nelson 44’ | Marcatori | 20’ Mané |

| Arbitro: | Chris Kavanagh |

|               |           |  |
| Trezeguet 27’ | Marcatori |  |

| Arbitro: | Mike Dean |

|                                       |           |                                     |
| Aubameyang 5’ (rig.), 33’ Tierney 24’ | Marcatori | 43’ (rig.) Deeney 66’ Danny Welbeck |

### FA Cup
| Arbitro: | Anthony Taylor |

|            |           |  |
| Nelson 55’ | Marcatori |  |

| Arbitro: | Martin Atkinson |

|                |           |                     |
| Surridge 90+4’ | Marcatori | 5’ Saka 26’ Nketiah |

| Arbitro: | Mike Dean |

|  |           |                                    |
|  | Marcatori | 45+4’ Papastathopoulos 51’ Nketiah |

| Arbitro: | Paul Tierney |

|                |           |                                |
| McGoldrick 87’ | Marcatori | 25’ (rig.) Pépé 90+1’ Ceballos |

| Arbitro: | Jonathan Moss |

|                     |           |  |
| Aubameyang 19’, 71’ | Marcatori |  |

| Arbitro: | Anthony Taylor |

|                            |           |            |
| Aubameyang 28’ (rig.), 67’ | Marcatori | 5’ Pulisic |

### EFL Cup
| Arbitro: | Darren England |

|                                               |           |  |
| Martinelli 31’, 90+2’ Holding 71’ Willock 77’ | Marcatori |  |

| Arbitro: | Andre Marriner |

|                                                                            |                      |                                                                   |
| Mustafi 6’ (aut.) Milner 43’ (rig.) Oxlade-Chamberlain 58’ Origi 62’ 90+4’ | Marcatori            | 19’ L. Torreira 26’ 36’ Martinelli 54’ Maitland-Niles 70’ Willock |
| Milner Lallana Brewster Origi C. Jones                                     | Tiri di rigore 5 – 4 | Bellerín Guendouzi Martinelli Ceballos Maitland-Niles             |

### UEFA Europa League

#### Fase a gironi
| Arbitro: | Davide Massa |

|  |           |                                     |
|  | Marcatori | 38’ Willock 85’ Saka 88’ Aubameyang |

| Arbitro: | Sandro Schärer |

|                                              |           |  |
| Martinelli 13’, 16’ Willock 22’ Ceballos 57’ | Marcatori |  |

| Arbitro: | Serdar Gözübüyük |

|                                |           |                             |
| Martinelli 32’ Pépé 80’, 90+3’ | Marcatori | 9’ Edwards 37’ Bruno Duarte |

| Arbitro: | Halis Özkahya |

|                    |           |             |
| Bruno Duarte 90+1’ | Marcatori | 81’ Mustafi |

| Arbitro: | Ruddy Buquet |

|                  |           |                 |
| Aubameyang 45+1’ | Marcatori | 55’, 64’ Kamada |

| Arbitro: | Andreas Ekberg |

|                         |           |                        |
| Bastien 47’ Amallah 69’ | Marcatori | 78’ Lacazette 81’ Saka |

#### Fase a eliminazione diretta
| Arbitro: | Felix Zwayer |

|  |           |               |
|  | Marcatori | 81’ Lacazette |

| Arbitro: | Davide Massa |

|                 |           |                         |
| Aubameyang 113’ | Marcatori | 53’ Cissé 120’ El-Arabi |

## Statistiche
Statistiche aggiornate al 1º agosto 2020.

### Statistiche di squadra
| Competizione   | Punti | In casa | In casa | In casa | In casa | In casa | In casa | In trasferta | In trasferta | In trasferta | In trasferta | In trasferta | In trasferta | Totale | Totale | Totale | Totale | Totale | Totale | DR  |
| Competizione   | Punti | G       | V       | N       | P       | Gf      | Gs      | G            | V            | N            | P            | Gf           | Gs           | G      | V      | N      | P      | Gf     | Gs     | DR  |
| -------------- | ----- | ------- | ------- | ------- | ------- | ------- | ------- | ------------ | ------------ | ------------ | ------------ | ------------ | ------------ | ------ | ------ | ------ | ------ | ------ | ------ | --- |
| Premier League | 56    | 19      | 10      | 6       | 3       | 36      | 24      | 19           | 4            | 8            | 7            | 20           | 24           | 38     | 14     | 14     | 10     | 56     | 48     | +8  |
| FA Cup         | -     | 3       | 3       | 0       | 0       | 5       | 1       | 3            | 3            | 0            | 0            | 6            | 2            | 6      | 6      | 0      | 0      | 11     | 3      | +8  |
| League Cup     | -     | 1       | 1       | 0       | 0       | 5       | 0       | 1            | 0            | 1            | 0            | 5            | 5            | 2      | 1      | 1      | 0      | 10     | 5      | +5  |
| Europa League  | 11    | 4       | 2       | 0       | 2       | 9       | 6       | 4            | 2            | 2            | 0            | 7            | 3            | 8      | 4      | 2      | 2      | 16     | 9      | +7  |
| Totale         | -     | 27      | 16      | 6       | 5       | 55      | 31      | 27           | 9            | 11           | 7            | 38           | 34           | 54     | 25     | 17     | 12     | 93     | 65     | +28 |

### Andamento in campionato
| Giornata  | 1 | 2 | 3 | 4 | 5 | 6 | 7 | 8 | 9 | 10 | 11 | 12 | 13 | 14 | 15 | 16 | 17 | 18 | 19 | 20 | 21 | 22 | 23 | 24 | 25 | 26 | 27 | 28 | 29 | 30 | 31 | 32 | 33 | 34 | 35 | 36 | 37 | 38 |
| --------- | - | - | - | - | - | - | - | - | - | -- | -- | -- | -- | -- | -- | -- | -- | -- | -- | -- | -- | -- | -- | -- | -- | -- | -- | -- | -- | -- | -- | -- | -- | -- | -- | -- | -- | -- |
| Luogo     | T | C | T | C | T | C | T | C | T | C  | C  | T  | C  | T  | C  | T  | C  | T  | T  | C  | C  | T  | C  | T  | T  | C  | C  | C  | T  | T  | T  | C  | T  | C  | T  | C  | T  | A  |
| Risultato | V | V | P | N | N | V | N | V | P | N  | V  | P  | N  | N  | P  | V  | P  | N  | N  | P  | V  | N  | N  | N  | N  | V  | V  | V  | P  | P  | V  | V  | V  | N  | P  | V  | P  | V  |
| Posizione | 7 | 2 | 3 | 5 | 7 | 4 | 4 | 3 | 5 | 5  | 5  | 6  | 8  | 8  | 10 | 9  | 10 | 11 | 11 | 12 | 10 | 10 | 10 | 10 | 10 | 10 | 9  | 10 | 9  | 10 | 9  | 8  | 7  | 8  | 9  | 9  | 10 | 8  |

Legenda:

Luogo: C = Casa; T = Trasferta. Risultato: V = Vittoria; N = Pareggio; P = Sconfitta.

### Statistiche dei giocatori
Sono in corsivo i calciatori che hanno lasciato la società a stagione in corso.
| Giocatore           | Premier League | Premier League | Premier League | Premier League | FA Cup   | FA Cup | FA Cup      | FA Cup     | Coppa di Lega | Coppa di Lega | Coppa di Lega | Coppa di Lega | Europa League | Europa League | Europa League | Europa League | Totale   | Totale | Totale      | Totale     |
| Giocatore           | Presenze       | Reti           | Ammonizioni    | Espulsioni     | Presenze | Reti   | Ammonizioni | Espulsioni | Presenze      | Reti          | Ammonizioni   | Espulsioni    | Presenze      | Reti          | Ammonizioni   | Espulsioni    | Presenze | Reti   | Ammonizioni | Espulsioni |
| ------------------- | -------------- | -------------- | -------------- | -------------- | -------- | ------ | ----------- | ---------- | ------------- | ------------- | ------------- | ------------- | ------------- | ------------- | ------------- | ------------- | -------- | ------ | ----------- | ---------- |
| B. Leno             | 30             | -39            | 2              | 0              | -        | -      | -           | -          | -             | -             | -             | -             | 2             | -2            | 0             | 0             | 32       | -41    | 2           | 0          |
| H. Bellerín         | 15             | 1              | 3              | 0              | 3        | 0      | 0           | 0          | 2             | 0             | 0             | 0             | 3             | 0             | 1             | 0             | 23       | 1      | 4           | 0          |
| K. Tierney          | 15             | 1              | 2              | 0              | 3        | 0      | 0           | 0          | 2             | 0             | 0             | 0             | 4             | 0             | 0             | 0             | 24       | 1      | 2           | 0          |
| S. Papastathopoulos | 19             | 2              | 6              | 0              | 5        | 1      | 0           | 0          | -             | -             | -             | -             | 5             | 0             | 0             | 0             | 29       | 3      | 6           | 0          |
| H. Mxit'aryan       | 3              | 0              | 0              | 0              | -        | -      | -           | -          | -             | -             | -             | -             | -             | -             | -             | -             | 3        | 0      | 0           | 0          |
| A. Lacazette        | 30             | 10             | 8              | 0              | 4        | 0      | 0           | 0          | -             | -             | -             | -             | 5             | 2             | 1             | 0             | 39       | 12     | 9           | 0          |
| M. Özil             | 18             | 1              | 1              | 0              | 1        | 0      | 0           | 0          | 2             | 0             | 0             | 0             | 2             | 0             | 0             | 0             | 23       | 1      | 1           | 0          |
| L. Torreira         | 29             | 1              | 7              | 0              | 2        | 0      | 0           | 0          | 2             | 1             | 0             | 0             | 6             | 0             | 0             | 0             | 39       | 2      | 7           | 0          |
| P. Aubameyang       | 36             | 22             | 3              | 1              | 2        | 4      | 0           | 0          | -             | -             | -             | -             | 6             | 3             | 0             | 0             | 44       | 29     | 3           | 1          |
| A. Maitland-Niles   | 20             | 0              | 4              | 1              | 5        | 0      | 0           | 0          | 1             | 1             | 0             | 0             | 6             | 0             | 0             | 0             | 32       | 1      | 4           | 1          |
| R. Holding          | 8              | 0              | 1              | 0              | 5        | 1      | 0           | 0          | 2             | 0             | 0             | 0             | 3             | 0             | 1             | 0             | 18       | 1      | 2           | 0          |
| C. Soares           | 5              | 1              | 0              | 0              | -        | -      | -           | -          | -             | -             | -             | -             | -             | -             | -             | -             | 5        | 1      | 0           | 0          |
| N. Monreal          | 3              | 0              | 0              | 0              | -        | -      | -           | -          | -             | -             | -             | -             | -             | -             | -             | -             | 3        | 0      | 0           | 0          |
| N. Pépé             | 31             | 5              | 4              | 0              | 5        | 1      | 0           | 0          | -             | -             | -             | -             | 6             | 2             | 0             | 0             | 42       | 8      | 4           | 0          |
| S. Mustafi          | 15             | 0              | 2              | 0              | 3        | 0      | 0           | 0          | 2             | 0             | 0             | 0             | 7             | 1             | 4             | 0             | 27       | 1      | 6           | 0          |
| C. Chambers         | 14             | 1              | 5              | 0              | -        | -      | -           | -          | 1             | 0             | 0             | 0             | 3             | 0             | 1             | 0             | 18       | 1      | 6           | 0          |
| P. Marí             | 2              | 0              | 0              | 0              | 1        | 0      | 0           | 0          | -             | -             | -             | -             | -             | -             | -             | -             | 3        | 0      | 0           | 0          |
| D. Luiz             | 33             | 2              | 5              | 2              | 5        | 0      | 0           | 0          | -             | -             | -             | -             | 5             | 0             | 0             | 0             | 43       | 2      | 5           | 2          |
| R. Nelson           | 17             | 1              | 1              | 0              | 2        | 1      | 0           | 0          | 1             | 1             | 1             | 0             | 2             | 0             | 0             | 0             | 22       | 3      | 2           | 0          |
| E. Martínez         | 9              | -9             | 2              | 0              | 6        | -3     | 0           | 0          | 2             | -5            | 0             | 0             | 6             | -7            | 0             | 0             | 23       | -24    | 2           | 0          |
| K. Mavropanos       | -              | -              | -              | -              | -        | -      | -           | -          | -             | -             | -             | -             | 1             | 0             | 0             | 0             | 1        | 0      | 0           | 0          |
| J. Willock          | 29             | 1              | 2              | 0              | 5        | 0      | 0           | 0          | 2             | 2             | 1             | 0             | 8             | 2             | 1             | 0             | 44       | 5      | 4           | 0          |
| M. Guendouzi        | 24             | 0              | 6              | 0              | 3        | 0      | 1           | 0          | 1             | 0             | 0             | 0             | 6             | 0             | 1             | 0             | 34       | 0      | 8           | 0          |
| E. Nketiah          | 13             | 2              | 0              | 1              | 4        | 2      | 0           | 0          | -             | -             | -             | -             | -             | -             | -             | -             | 17       | 4      | 0           | 1          |
| S. Kolašinac        | 26             | 0              | 4              | 0              | 4        | 0      | 1           | 0          | 1             | 0             | 1             | 0             | 1             | 0             | 1             | 0             | 32       | 0      | 7           | 0          |
| E. Smith Rowe       | 2              | 0              | 0              | 0              | -        | -      | -           | -          | 1             | 0             | 0             | 0             | 3             | 0             | 0             | 0             | 6        | 0      | 0           | 0          |
| M. Macey            | -              | -              | -              | -              | -        | -      | -           | -          | -             | -             | -             | -             | -             | -             | -             | -             | -        | -      | -           | -          |
| G. Xhaka            | 31             | 1              | 10             | 0              | 6        | 0      | 1           | 0          | -             | -             | -             | -             | 4             | 0             | 2             | 0             | 41       | 1      | 13          | 0          |
| G. Martinelli       | 14             | 3              | 1              | 0              | 3        | 0      | 0           | 0          | 2             | 4             | 0             |               | 7             | 3             | 1             | 0             | 26       | 10     | 2           | 0          |
| B. Saka             | 26             | 1              | 6              | 0              | 4        | 1      | 0           | 0          | 2             | 0             | 1             | 0             | 6             | 2             | 0             | 0             | 38       | 4      | 7           | 0          |